# ملف كهربائي

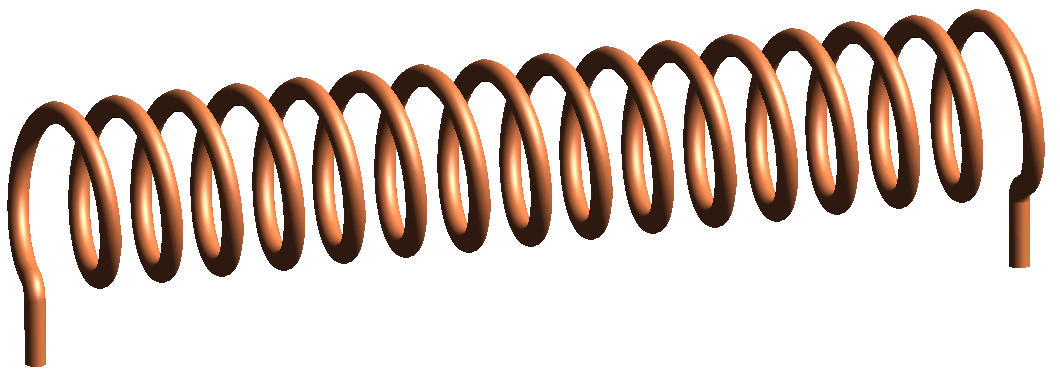
ملف

ملف كهربائي في الكهرباء وإلكترونيات (بالإنجليزية: solenoid) هو سلك ملفوف حلزونيا ذو عدد لفات كبير بحيث تشكل شكلا أسطوانيا. يستخدم في الفيزياء وفي الهندسة الكهربائية ويكون عادة ملفوفا حول أسطوانة (أو قلب) حديدية. عندما يمر تيار كهربائي في الملف ينشأ مجالا مغناطيسيا داخل الملف اللولبي وخارجه.
لا يمكن تصور مدينتنا الحديثة بدون الملفات الكهربائية فبمرور تيار بها تنشئ مجال مغناطيسي يمكن التحكم فيه (وهي قوة ميكانيكية بحد ذاتها) ويبث أيضا موجات كهرومغناطيسية. وهاتين الخاصيتين هما أساس عمل كل من المولدات الكهربائية والمحولات الكهربائية وفي الأجراس الكهربية وتطبيقات التوصيل والفصل الكهربي وفي البث التلفزيوني والبث الإذاعي وفي تشغيل جميع أنواع مكبرات الصوت والميكروفونات في الهاتف والمحمول ومكبرات الموسيقى، ولأرسال اشارات إلى الأقمار الصناعية والاتصالات بها.

## المجال المغناطيسي داخل ملف أسطواني

المجال المغناطيسي في مقطع ملف أسطواني:„×“ (اتجاه التيار يدخل الصفحة) وعلامة „·“ (التيار يخرج من الصفحة).

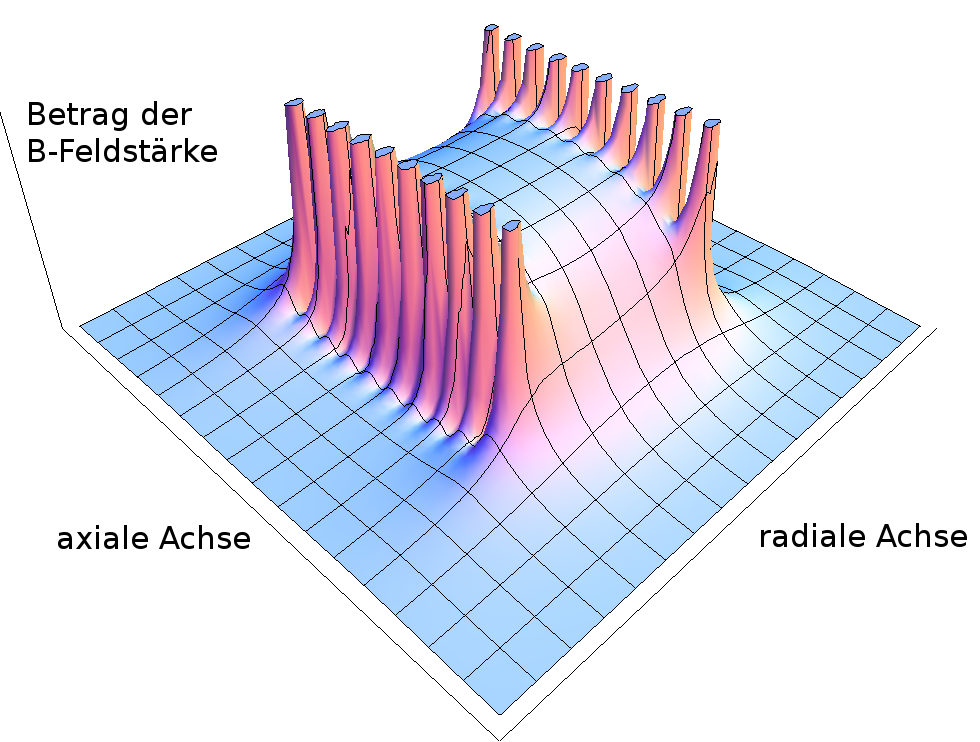
تمثيل المجال المغناطيسي لملف ذو 10 لفات.

تحسب شدة المجال المغناطيسي H على طول الملف بمعرفة شدة التيار I المار في السلك وعدد لفات السلك N وطول الملف l ونصف قطره r:
{\displaystyle H_{x}(x)={\frac {I\,N}{2\,l}}\left[{\frac {{\frac {l}{2}}-x}{\sqrt {\left({\frac {l}{2}}-x\right)^{2}+r^{2}}}}+{\frac {{\frac {l}{2}}+x}{\sqrt {\left({\frac {l}{2}}+x\right)^{2}+r^{2}}}}\right]}
حيث تقاس المسافة x من وسط الملف على طول محور الملف.
وبالنسبة إلى ملف أسطواني طويل {\displaystyle l\gg r} ينتج أن شدة المجال المغناطيسي داخل الملف تكون متساوية عبر طول الملف :
{\displaystyle H\approx {\frac {IN}{l}}}
وتنخفض سريعا بالبعد عن الملف.

## المجال المغناطيسي خارج الملف الاسطواني
تتبع خطوط المجال المغناطيسي مدارات كاملة، لذلك فهي تخرج من داخل الملف في اتجاه وتنحني خارجه لتعود وتدخل الملف من الناحية الأخرى. أي أن اتجاه المغناطيسية في الخارج تكون معكوسة بالنسبة لاتجاهها داخل الملف. ونظرا لكون الحجم خارج الملف أكبر كثيرا عن داخله فتكون كثافة خطوط المجال المغناطيسي في الخارج أقل كثيرا. ونظرا لأن عدد خطوط المجال المغناطيسي محدودة فإن شدة المجال تؤول إلى الصفر خارج الملف عند الابتعاد عنه (انظر صورة مقطع الملف الأسطواني).

## استخداماته
المولدات الكهربائية والمحولات الكهربائية وفي الأجراس الكهربية وتطبيقات التوصيل والفصل الكهربي وفي البث التلفزيوني والبث الإذاعي وفي تشغيل جميع أنواع مكبرات الصوت والميكروفونات في الهاتف والمحمول ومكبرات الموسيقى، ولأرسال اشارات إلى الأقمار الصناعية والاتصالات

## اقرأ أيضاً
- محاثة
- محاثة مغناطيسية
- صمام مشغل بملف لولبي
- مكثف
- مواسع
- دائرة كهربائية
- دائرة مقاومة ومكثف
- دائرة ملف ومكثف
- ملف التكرار
- ملف كهرطيسي
- ملف خانق